# ولیویتا ایهالاگاما
ولیویتا ایهالاگاما (به لاتین: Weliwita Ihalagama) یک منطقهٔ مسکونی در سری‌لانکا است که در استان مرکزی (سری‌لانکا) واقع شده‌است.